# Jules Sottiaux
Jules Sottiaux, né le 6 mars 1862 à Montigny-le-Tilleul (province de Hainaut) et mort le 14 août 1953 à Bruxelles, est un poète, conteur et essayiste belge d'expression française. 

## Biographie
Jules Sottiaux naît le 6 mars 1862 à Montigny-le-Tilleul. Il est le fils d'Émile Sottiaux, tourneur en bois, et d'Eugénie Deneubourg. Il se marie avec Marie Julie Piéron le 16 avril 1884 et, après son décès, avec Maria Marchand le 31 mars 1891 qui lui donne plusieurs enfants.
De 1885 à 1911, il enseigne chez les Jésuites au Collège du Sacré-Cœur de Charleroi où il est professeur de français d’Élie Baussart, homme de lettres belge. Avant la Première Guerre mondiale, il est nommé bibliothécaire au ministère des Finances à Bruxelles et s'installe à Etterbeek.
Il a écrit une dizaine de recueils de poèmes, des œuvres en prose et de théâtre. Il a aussi écrit en dialecte wallon.
Il s’est montré le chantre du Borinage, du Pays Noir de Charleroi et de son village natal de Montigny-le-Tilleul. Il s'est également intéressé aux origines et à l'histoire des Wallons. Dans L’Originalité wallonne, il en restitue l’esprit régional, les origines, les dialectes, l’art et les auteurs. Il est un ardent défenseur de la Wallonie et de la préservation de ses parlers. Il défend l’idée de la fondation d’une université wallonne et de l’instauration dans les écoles primaires de cours de philologie wallonne.
Il a aussi mis en valeur les ouvriers, les puddleurs, les hiercheuses qui peinaient dans les usines, les laminoirs, les mines pour qu'ils apparaissent dans une atmosphère resplendissante.
Il a collaboré à diverses revues dont La Jeune Wallonie, Le Pays wallon, Le Guetteur wallon et La Terre Wallonne.
Dès le premier numéro de Spirou en 1938, il écrit L'Histoire romancée des Anciens Belges, l'illustration est confiée à Fernand Vanhamme. La dernière livraison se fait en 1940 dans le huitième numéro de ce périodique de bande dessinée. 
Il meurt le 14 août 1953 à l'âge de 91 ans. Il est inhumé au cimetière de Montigny-le-Tilleul.

## Sélection d'œuvres[3]
Recueils de poèmes :
- 1896 : Les Poèmes de la houillère ;
- 1898 : Confins boisés ;
- 1901 : L'Effort du sol natal ;
- 1904 : L'Âme des nôtres ;
- 1908 : La Beauté triomphante ;
- 1919 : Sous le poing de fer ;
- 1926 : Notre-Dame de Wallonie ;
- 1932 : Sambre et Meuse ;
- 1936 : L'Époque sans bonheur ;
- 1946 : Choix de poèmes et Escales en Hainaut.

En prose :
- 1907: L'Originalité wallonne et L'Illustre Bezuquet en Wallonie ;
- 1924 : Contes de mon pays ;
- 1936 : Le Dernier Chant des gardes wallonnes ;
- 1947 : L'Histoire de Montigny-le-Tilleul ;
- 1948 : L'Époque des gardes wallonnes en Espagne et en Italie.

En théâtre :
- Walla et La rançon de l'amour.

En dialecte wallon :
- 1909 : Walla : dialogue lyrique en deux actes ;
- 1922 : Les Poèmes del guere.

## Distinctions et hommages
- Commandeur de l'ordre de Léopold II (en 1949) ;

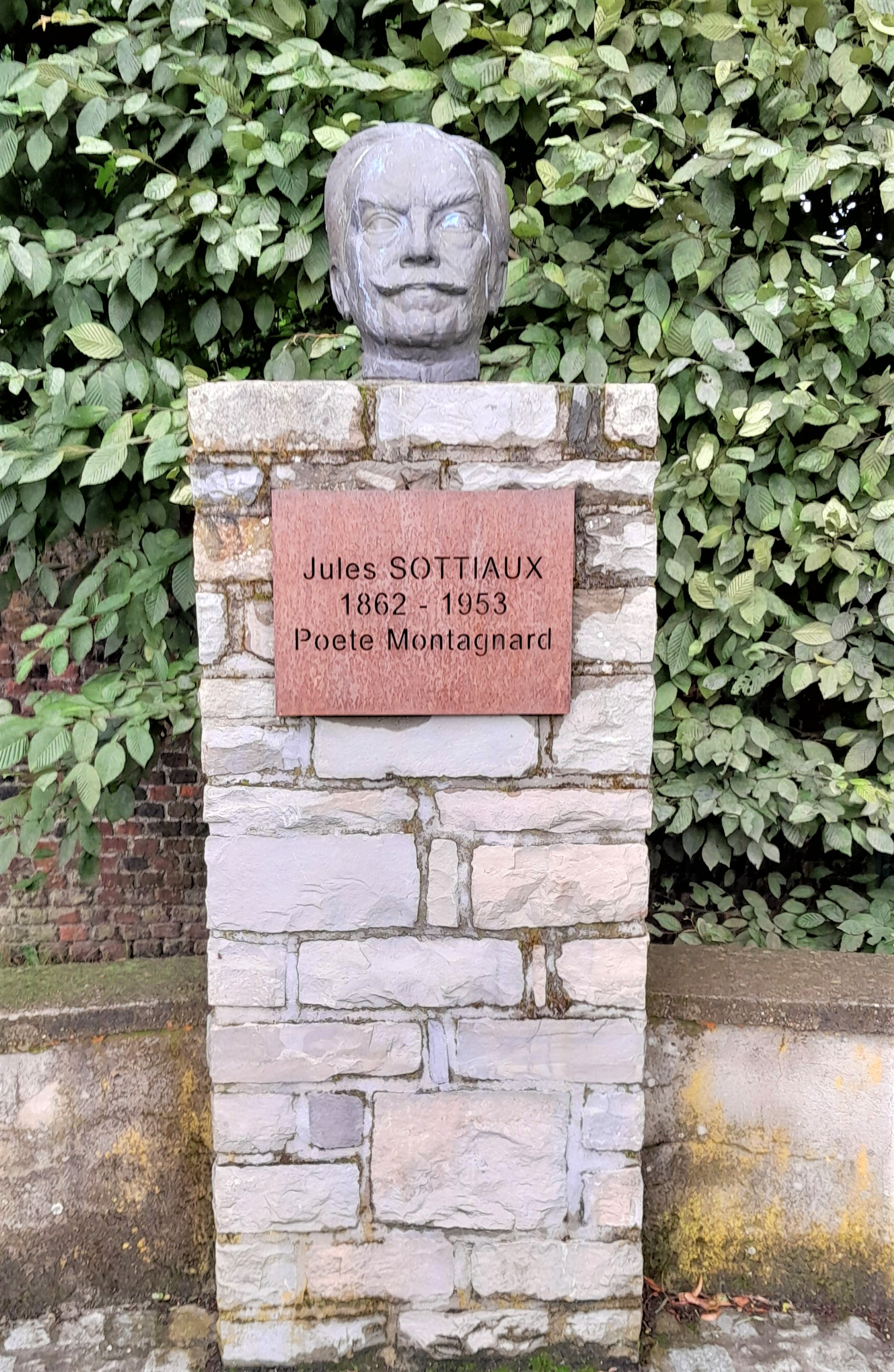
Monument Jules Sottiaux

- Médaille d'argent au concours de poésie de l'Académie des Jeux floraux de Toulouse en 1891 ;
- Médaille d'argent (poésie) décerné par la Société des Sciences, des Arts et des Lettres du Hainaut en 1892 pour La poésie des houillères ;
- Une place de Montigny-le-Tilleul a été baptisée « Place Jules Sottiaux » ;
- Un monument à la mémoire de Jules Sottiaux, œuvre du sculpteur Charles De Rouck, a été érigé en 1967 dans le parc de l'administration communale de Montigny-le-Tilleul.